# Pustoivanne, Radîvîliv
Pustoivanne (în ucraineană Пустоіванне) este localitatea de reședință a comunei Pustoivanne din raionul Radîvîliv, regiunea Rivne, Ucraina.

## Demografie
Componența lingvistică a localității Pustoivanne
     Ucraineană (99,4%)
     Alte limbi (0,6%)
Conform recensământului din 2001, majoritatea populației localității Pustoivanne era vorbitoare de ucraineană (99,4%), existând în minoritate și vorbitori de alte limbi.